# The Swan Princess
The Swan Princess (titulada: La princesa cisne en España y La princesa encantada en Hispanoamérica) es una película animada dirigida por el exdirector del estudio Walt Disney Pictures, Richard Rich, con una banda sonora a cargo de Lex de Azevedo. Está inspirada en el famoso ballet, estrenado en 1877: El lago de los cisnes de Piotr Ilich Chaikovski.

## Argumento
El rey William (Dakin Matthews), padre viudo de la recién nacida princesa Odette, y la reina Uberta (Sandy Duncan), madre viuda del joven príncipe Derek, deciden comprometer a sus hijos con la esperanza de unir sus reinos. Rothbart (Jack Palance) es un malvado brujo que desea tomar el reino de William, pero, antes de que pueda hacer su movimiento, es atacado por los hombres del rey. Aún siendo desterrado del reino, Rothbart jura venganza.
William y Uberta fijan que Odette y Derek se reúnan cada verano con la esperanza de que se enamoren. Los primeros veranos son una tortura para ambos, pero con el paso de los años, en la edad adulta, se enamoran. Derek (Howard McGillin) declara que los preparativos de la boda deben comenzar, pero cuando expresa su deseo de casarse con Odette (Michelle Nicastro) únicamente por su belleza, ella lo rechaza. Odette y su padre se van, pero son emboscados por Rothbart, que secuestra a Odette y hiere fatalmente a William.
Seguidamente, el capitán del rey William llega al castillo del príncipe Derek, a quien advierte de haber sido atacados por un "gran animal". Derek llega a la escena, donde el rey le dice, en su último aliento, que "nada es lo que parece", y que Odette "se ha ido". Creyendo que Odette está muerta, la Reina Uberta anima a su hijo a encontrar otra princesa por esposa. Sin embargo Derek no desiste y está decidido a encontrar a su enamorada, creyendo que ella todavía puede estar viva. Él y su mejor amigo Bromley (Joel McKinnon Miller) practican todos los días para prepararse y hacer frente al gran animal.
En un lugar remoto, Rothbart retiene a Odette en su castillo, en el lago de los cisnes. El brujo tiene a Odette bajo un hechizo que la convierte en un cisne durante el día, y por la noche, bajo la luz de la luna, puede convertirse temporalmente en humana. Cada noche, Rothbart le propone a Odette casarse con él para poder gobernar el reino de su fallecido padre de forma legal ya que, de esa manera, no tendrá que esforzarse por mantener el reino en su propiedad. Sin embargo, Odette se niega rotundamente por ser el culpable de la muerte de su padre, el Rey William. Durante su cautiverio, se hace amiga de una tortuga llamada Veloz (Steven Wright), una rana francesa llamada Jean-Bob (John Cleese), que cree ser un príncipe, y un frailecillo irlandés, Puffin (Steve Vinovich).
Los cuatro planean encontrar al príncipe Derek, y para ello irrumpen en el castillo de Rothbart con el objetivo de robar un mapa de la pared. Tras una entretenida pelea, logran arrebatárselo a la ayudante del brujo. Por otro lado, el príncipe Derek llega a la conclusión de que el fallecido Rey William, en sus últimas palabras, con "nada es lo que parece", se refería a que el "gran animal" podría tener una apariencia distinta y menos peligrosa de lo que podría parecer en un principio.
Después de conseguir el mapa, Puffin y Odette (esta última, en forma de cisne), vuelan juntos para encontrar a Derek. Por casualidad se lo topan en el bosque, y Derek, tras creer que el gran animal puede guardar cualquier apariencia, confunde a Odette con el 'gran animal' y trata de matarla. La persecución subsiguiente conduce a Derek al lago de los cisnes, donde Odette se enfrenta a la dura decisión de mostrarse a su amado en el lago, a pesar de la posibilidad de que él pudiera matarla con una flecha. Finalmente, el cisne se posa en el lago, y con la luz lunar, se da su metamorfosis.
Los dos comparten un reencuentro amoroso, y Odette le explica que el hechizo sólo puede romperse con un voto de amor eterno. Derek invita a Odette al baile de su madre la noche siguiente, con el objetivo de declarar al mundo su amor por ella. En cuanto el príncipe se va, llega Rothbart. El mago ha escuchado toda la conversación y aprisiona a Odette como un cisne en la mazmorra de su castillo, junto con Bromley, a quien había encontrado en el bosque. Para echar sal a la herida, Rothbart le recuerda a la princesa que la noche del baile hay luna nueva y, por tanto, Odette seguirá siendo un cisne.
Ante el temor de que el voto de Derek arruine sus planes, Rothbart envía a su ayudante al baile disfrazada de Odette con un hechizo que imita su apariencia. No obstante, los amigos de Odette logran liberarla de la prisión y ella vuela al castillo de la reina Uberta, pero no es capaz de advertir a Derek a tiempo. Él hace el voto de amor eterno a la chica equivocada, lo que provoca que el hechizo empiece a matar a la propia Odette. Cuando Derek es advertido de su error por el propio Rothbart, Derek vuelve al Lago de los Cisnes, donde Odette se transforma de nuevo en una princesa justo antes de morir en los brazos de su enamorado. Furioso, Derek se enfrenta a Rothbart, ordenándole que reviva a Odette.
Rothbart se transforma en el gran animal y la batalla final comienza con el mago dominando a Derek. Tras una acalorada pelea, Rothbart, aun siendo el gran animal, se confía demasiado y se produce un punto muerto en el que el hechicero tiene una posibilidad muy real de ganar y matar al príncipe. Sin embargo, los animales amigos de Odette recuperan y le devuelven a Derek su arco, con tal suerte de que coincide con el momento en el que Bromley ha escapado del calabozo, proporcionando a Derek una sola flecha en el momento justo. Derek la atrapa y dispara al corazón del Gran animal, matándolo en el acto. Cuando el gran animal cae al lago de los cisnes, su magia lo hace desaparecer en una explosión de luces. 
Derek se apresura a volver con su princesa. Al tomarla en sus brazos, le confiesa a Odette que la ama por su bondad y coraje, y es gracias a esta confesión de amor verdadero que Odette vuelve a la vida; por tanto, el hechizo sobre ella se rompe. Los dos se casan y viven felices para siempre.

## Reparto
| Personaje       | Actor de voz                | Actor de doblaje - Los Ángeles, EE. UU. | Actor de doblaje - España  |
| --------------- | --------------------------- | --------------------------------------- | -------------------------- |
| Princesa Odette | Michelle Nicastro           | Angelines Santana                       | Marta Barbara              |
| Princesa Odette | Liz Callaway (canciones)    | Gilda Carrasco Wall (canciones)         | Angela Aloy (canciones)    |
| Princesa Odette | Adrian Zahiri (niña)        | Wendy Elizabeth Torres (niña)           | Aina Maragall (niña)       |
| Príncipe Derek  | Howard McGillin             | Hugo Isaac Alvarado                     | Luis Posada                |
| Príncipe Derek  | Howard McGillin             | J. Alejandro Gómez (canciones)          | Oscar Mas (canciones)      |
| Príncipe Derek  | Adam Wylie (niño)           | Ivette González (niño)                  | David Jenner (niño)        |
| Príncipe Derek  | Adam Wylie (niño)           | Ivette González (niño)                  | Carles Gramaje (canciones) |
| Rothbart        | Jack Palance                | Alejandro Abdalah                       | Miguel Ángel Jenner        |
| Rothbart        | Lex de Azevedo (canciones)  | Richard Gómez (canciones)               | Miguel Ángel Jenner        |
| Jean-Bob        | John Cleese                 | Rodolfo Vargas                          | Pep Antón Munoz            |
| Jean-Bob        | David Zippel (canciones)    | Rodolfo Vargas                          | Pep Antón Munoz            |
| Veloz           | Steven Wright               | Héctor Alvarado                         | Joan Crosas                |
| Veloz           | Jonathan Hadary (canciones) | Héctor Alvarado                         | Joan Crosas                |
| Puffin          | Steve Vinovich              | Roberto Alexander                       | Eduardo Doncos             |
| Lord Rogers     | Mark Harelik                | Roberto Alexander                       | Antonio Gómez de Vicente   |
| Chamberlain     | James Arrington             | Roberto Alexander                       | Jordi Vila                 |
| Chamberlain     | Davis Gaines (canciones)    | Roberto Alexander                       | Jordi Vila                 |
| Bromley         | Joel McKinnon Miller        | Victor Mares Jr.                        | Alberto Mieza              |
| Bromley         | Wes Brewer (canciones)      | Victor Mares Jr.                        | Oscar Mas (canciones)      |
| Rey William     | Dakin Matthews              | Guillermo Romano                        | Constantino Romero         |
| Reina Uberta    | Sandy Duncan                | Guadalupe Romero                        | Marta Martorell            |
| Narración       | Brian Nissen                | Javier Pontón                           | Manolo García              |

## Producción
A finales de 1970, Richard Rich, que había trabajado como asistente de Disney en varias de sus películas como "Lo mejor de Winnie the Pooh" (1977) y "Los Rescatadores" (1977), propuso a la compañía la idea de una película sobre El lago de los cisnes pero el proyecto fue rechazado. En 1981, dirigió el clásico "Tod y Toby" y poco después se hizo cargo de la dirección de "Taron y el caldero mágico". Sin embargo, esta última película llevó a Disney a la bancarrota y fue despedido. 
Como resultado, Rich creó su propio estudio de animación, Rich Animation Studios, que contaba con 26 empleados. Sus primeras producciones fueron mediometrajes de venta doméstica y audiocassettes basados en el Libro de Mormón.
Inspirado por el éxito de las películas animadas de Don Bluth y por el renacimiento de la animación de Disney a principios de la década de 1990, retomó su idea inicial y decidió adaptar la versión del cuento popular alemán El lago de los cisnes.
El guion pasó hasta por doce borradores durante dos años pero, cuando estuvo listo, se topó con que ningún estudio de Hollywood estaba dispuesto a producir el largometraje. Esto le impulsó a unirse con varias empresas constituyendo Nest Family Entertainment.
La película se creó pintando 200.000 celdas a mano, una técnica que hizo que Rich y su equipo tardaran más de cuatro años en terminar la película. La mayor parte de la pintura cel se realizó en Hanho Heung-Up en Seúl, Corea del Sur. En general, 275 animadores y artistas trabajaron durante la producción de la película.

## Banda sonora
| Título original                   | Intérpretes | Título en español             | Intérpretes | Duración |
| --------------------------------- | --- | ----------------------------- | --- | -------- |
| 1. "Prologue"                     | Lex de Azevedo, Larry Bastian, David Zippel, Larry Schwartz | 1. "Prólogo"                  | Manolo García | 3:04     |
| 2. "This Is My Idea"              | Sandy Duncan, Dakin Matthews, Howard McGillin, Liz Callaway, Adam Wylie, J.D. Daniels, Wes Brewer, Adrian Zahiri, Larisa Oleynik, Alisa Nordberg, and Steven Stewart | 2. "No es lo que yo llamo"    | Pablo Villavechia, Paula Vives, Marta Martorell, Constantino Romero, Aina Maragall, David Jenner, Òscar Mas, Carlos Gramaje, Àngela Aloy | 6:09     |
| 3. "Practice, Practice, Practice" | Paul Ainsley, Ric Stoneback, Tom Alan Robbins, Lenny Wolpe, Sandy Duncan                                                                                             | 3. "Tiro al blanco"           | | 2:23     |
| 4. "Far Longer Than Forever"      | Liz Callaway and Howard McGillin | 4. "Hasta el final del mundo" | Ángela Aloy y Òscar Mas | 2:23     |
| 5. "No Fear"                      | Liz Callaway, Steve Venovich, Jonathan Hadary, David Zippel, Lex de Azevedo, Larry Bastian, Larry Schwartz                                                           | 5. "¡Valor!"                  | Ángela Aloy, Eduard Doncos, Pep Antón Muñoz, Joan Crosas                                                                                 | 3:37     |
| 6. "No More Mr. Nice Guy"         | Lex de Azevedo | 6. "Se acabó el chico bueno"  | Miguel Ángel Jenner | 2:40     |
| 7. "Princesses On Parade"         | Davis Gaines and Mark Harelik | 7. "Desfile de princesas"     | Jordi Vila y Antonio Gómez de Vicente | 4:09     |
| 8. "Far Longer than Forever"      | Regina Belle and Jeffrey Osborne | 8. "Hasta el final del mundo" | Mónica Naranjo, Mikel Herzog | 3:46     |

## Lanzamiento
La película fue lanzada por primera vez por Turner Home Entertainment en VHS y LaserDisc en la colección Turner Family Showcase el 3 de agosto de 1995 y vendió más de 2,5 millones de unidades. 
El 30 de marzo de 2004, Columbia TriStar Home Entertainment lanzó la película por primera vez en DVD. Sony Pictures Home Entertainment luego relanzó el DVD el 18 de agosto de 2009.
El 29 de octubre de 2019 se lanzó una versión en Blu-ray de la película para su 25 aniversario.

## Nominaciones
| Año  | Premio                                          | Nominación                 | Resultado | Ref.  |
| ---- | ----------------------------------------------- | -------------------------- | --------- | ----- |
| 1995 | Premio Globo de Oro a la Mejor Canción Original | "Hasta el final del mundo" | Nominado  | [ 8 ] |
| 1995 | Premio Annie Mejor Película de Animación        |                            | Nominado  |       |